# Robert Sjursen
Robert Emanuel Sjursen (Bergen, 8 de març de 1891 – Bergen, 21 de juliol de 1965) va ser un gimnasta artístic noruec que va competir a començaments del segle xx.
El 1912 va prendre part en els Jocs Olímpics d'Estocolm, on va guanyar la medalla d'or en el concurs per equips, sistema lliure del programa de gimnàstica.